# Avram Goldfaden
Abraham Goldfaden (în idiș אברהם גאָלדפֿאַדען; născut cu numele de Avrum Goldnfoden; cunoscut și ca Avram (sau Avraham) Goldfaden) (n. 24 iulie 1840, Starokostiantîniv, gubernia Volînia⁠(d), Imperiul Rus – d. 9 ianuarie 1908, New York City, New York, SUA) a fost un poet, dramaturg, regizor și actor evreu de limba idiș si ebraică, originar din Ucraina, autor a 40 de piese de teatru. Este considerat părintele teatrului evreiesc modern.
În anul 1876 a fondat în orașul Iași primul teatru profesionist în limba idiș din întreaga lume. De asemenea, el este autorul primei piese în limba ebraică jucată în Statele Unite ale Americii. Festivalul Avram Goldfaden din Iași este înființat și denumit în onoarea sa.

## Copilăria și tinerețea
Avraham Goldfaden s-a născut la 24 iulie 1840 în orășelul Starokostiantyniv (în rusă Starokonstantinov) din Ucraina, ca fiu al unui ceasornicar evreu, familiarizat cu ideile mișcării de modernizare evreiești Haskala. În copilărie a frecventat școala tradițională evreiască, "heder" , dar tatăl său a ținut foarte mult ca fiul sau să primească și lecții particulare de rusă și germană, pentru a se descurca mai bine în societatea contemporană. Încă de copil, Avraham s-a distins prin talentul său actoricesc și muzical, știind să-i imite pe menestrelii comici de la nunțile evreiești, numiți "badhanim", ca și pe cântăreții din Brod, într-atâta încât a primit porecla de "Avrum Badhen" - Avrum măscăriciul.
În 1857 Goldfaden a început  să învețe la școala rabinică de stat din Jitomir pe care a terminat-o în 1866. La absolvire a devenit profesor, poet și om de teatru amator, dar nu a practicat niciodată profesiunea de rabin.

## Începuturile activității sale literare
Întâiul său poem publicat a fost "Progresul", având să fie descris mai târziu în necrologul din "New York Times" ca o pledoarie pentru  sionism "avant la lettre".
În 1865 a publicat primul său volum de versuri în ebraică  intitulat " Zizim u-ferahim", dar după cum aprecia  Jewish Encyclopedia din 1906-11, poezia sa în ebraică cu toate „meritele ei considerabile, a fost eclipsată de cea în limba idiș, care, prin forța expresiei și profunzimea de simțire evreiască rămâne de neconcurat”.
În 1866 a publicat Goldfaden primul său volum de versuri în idiș, iar în anul, următor 1867 a lucrat ca profesor la Simferopol în Crimeea. Dar după un an s-a transferat la Odesa, unde a locuit mai întâi în casa unui unchi, unde fiul acestuia, bun pianist, îl ajută să pună unele din poeziile sale pe muzică.
La Odesa, Goldfaden  a reluat legătura cu confratele sau, scriitorul idiș Itzhak Yoel Linetski pe care îl cunoștea de la Jitomir. și l-a intâlnit pe poetul ebraic Eliahu Mordehai Werbel, cu a cărui fiică, Paulina, se va căsători. În această perioadă Goldfaden și-a văzut tipărite versurile în ziarul ebraic „”Kol Mevassér”.
Atunci a scris și primele sale două piese de teatru în idiș, „Cele două vecine” - (Di Tzvei Shcheines) și "Mătușa Zose"
(Di Mome Zose), pe care le-a inclus, însoțite de câteva versuri, în volumul de un anumit succes „Evreica" (Di Yidene) din 1869, care a fost tipărit în trei ediții succesive în trei ani.
Tânăra pereche de căsătoriți trăia în acea vreme din micul său salariu de profesor, de 18 ruble, la care se adăuga plata primită pentru lecții particulare și o slujbă suplimentară de casier la un magazin de pălării.
În 1875 Goldfaden a plecat la München cu gândul să studieze acolo medicina. Dar până la urmă a părăsit Germania pentru Lvov (în Galiția), pe atunci în Austro-Ungaria, unde s-a pus iarăși în legatură cu Linetski, care devenise acolo redactorul hebdomadarului în idiș „Isrulik”, publicație apreciată, dar pe care autoritățile țariste au închis-o curând. În 1876 Golfaden se mută la Cernăuți, în Bucovina, unde redactează un cotidian în idiș - „Dos Bukoviner Israelitishe Folksblatt”  („Foaia populară israelită din Bucovina”).
Nereușind să plătească cheltuielile de înregistrare de 3000 de ducați și eșuând în încercarea de a scoate totuși gazeta sub un alt nume, Goldfaden plecă în România vecină, la Iași, principalul centru al Moldovei, unde locuia deja o numeroasă minoritate evreiască.